# العودة للوطن (مسرحية)
العودة للوطن أو العودة إلى الدار مسرحية لهارولد بينتر الحائز على جائزة «نوبل للآداب»، سنة 2005، وبالتحديد عن هذه المسرحية بين أعمال كبيرة أخرى له جعلت منه «أبرز ممثل للدراما الإنكليزية خلال النصف الثاني من القرن العشرين»، وفق بيان لجنة نوبل نفسها. كتبها عام 1964 ونشرت لأول مرة في عام 1965، وكان العرض الأول لها في لندن عام 1965. تتكون من فصلين .
، تُرجِمت مسرحية The Homecoming (العنوان الأصلي: العودة إلى الديار) لـ هارولد بنتر إلى العربية بعنوان «العودة إلى الديار» أو «العودة إلى الدار» من قبل الترجمتين الرسميتين التاليتين:
- ترجمة الشريف خاطر ومراجعة محمد الحديدي، نشرت عن المجلس الوطني للثقافة والفنون والآداب – الكويت عام 1997
- تم تضمينها أيضًا في كتاب بعنوان "ثلاثة نصوص من المسرح الانجليزي المعاصر" مترجمًا ومقدمًا من قبل محمد عناني عام 1994 ضمن الهيئة المصرية العامة للكتاب

## ملخص المسرحية
تدور المسرحية حول تيدي، أستاذ الفلسفة العائد من أمريكا، وزوجته روث، حين يزوران منزل عائلته في شمال لندن. يسكن هناك والده العجوز ماكس، وأخواه: ليني القواد، وجوي الملاكم، إلى جانب عمّه سام. ما يبدأ كزيارة عائلية يتطور بسرعة إلى صراع على السيطرة والهوية، حيث تنجذب روث إلى أفراد العائلة وتتحول من زوجة صامتة إلى محور جديد للسلطة. في النهاية، يقرر تيدي العودة إلى أمريكا تاركًا روث في بيت عائلته، وقد عقدت معهم صفقة ضبابية، في مشهد يتقاطع فيه الانهيار الأسري مع الهيمنة الأنثوية والارتباك القيمي.

## العروض والجوائز
قدّمت المسرحية لأول مرة فور صدورها 1965 في لندن من طرف فرق شكسبير الملكية،
أعيد تقديمها بعد ذلك سنة 1967 في «برودواي» في نيويورك ولقيت نجاحا جماهيريا ونقديا كبير،ا، مما جعلها تفوز بأربع جوائز مسرحية في مسابقات «طوني».
وبمناسبة الذكرى الأربعين لتقديمها في برودواي قدمت مجددا، لتفوز من جديد بجائزة «طوني» لأفضل مسرحية يعاد إحياؤها.
تفوز في سنة 2005 بجائزة نوبل، وقد وصفته الأكاديمية السويدية بـ"كشفه في أعماله عن الهوة السحيقة تحت أحاديث الحياة اليومية، واختراقه الحوارات ليكشف هشاشة الهيمنة وسلطتها".

## شخصيات المسرحية
تتكون المسرحية من مجموعة من الشخصيات المحورية التي تعكس تفكك البنية الأسرية وهيمنة الذكورة، وتدور في بيت عائلة من الطبقة العاملة بشمال لندن. تتكون العائلة من الأب ماكس، جزار متقاعد سريع الغضب، وأخيه سام، السائق الهادئ والمهمّش، وابني ماكس: ليني، شخص غامض يعمل في الدعارة ويُظهر سلوكًا منحرفًا، وجوي، ملاكم طموح وعامل هدم يسعى لترك مهنته. يعود تيدي، الابن الثالث وأستاذ الفلسفة المغترب في أمريكا، إلى بيت العائلة رفقة زوجته روث، في زيارة قصيرة تحمل تحولات عميقة. تشكّل روث العنصر الأنثوي الوحيد في هذا الوسط الذكوري، وتثير بحضورها رغبات مكبوتة لدى رجال العائلة، فتتحول تدريجيًا من زوجة ضيفة إلى مركز السلطة الرمزية داخل البيت، بل إلى بديل للأم الغائبة، في حين يبدو تيدي غريبًا ومهمّشًا في المكان الذي يفترض أنه منزله.

## رمزية المسرحية
تتجلى رمزية مسرحية العودة إلى الدار لهارولد بنتر في تعدد أوجه العودة ذاتها؛ فهي ليست مجرد عودة الابن "تيدي" إلى بيت الطفولة، بل تتجاوز ذلك لتُعبّر عن عودة روث إلى ذاتها وأنوثتها الغائبة وسط عالم ذكوري متسلط. يمثل بيت العائلة رمزًا للهيمنة الذكورية، حيث تغيب الأم وتحضر المرأة كبديل متعدّد الأوجه: أم، زوجة، وعاهرة في آن. تُجسد روث بذلك استعادة توازن رمزي مفقود، وتحل محل السلطة الذكورية المتآكلة. كما يُمكن تأويل المسرحية على مستوى أوسع كرمز لصراع الهويات بين إنجلترا وأمريكا، رغم نفي بنتر لهذا التفسير صراحة. أما على المستوى النفسي، فإن العمل يعكس عقدًا دفينة ومكبوتة أوديبية، تتفجر عبر الحوار، في مسرحية تجعل من اللغة أداة للصراع والتفكك والانكشاف الداخلي.

## ماذا قال النقاد
في مفهوم "الكوميديا المهددة" (comedy of menace) التي تطورت في أعماله الأولى مثل The Birthday Party وThe Dumb Waiter، أشار النقاد إلى أن بنتر تأثر بأسلوب بيكيت وكافكا في خلق أجواء من التوتر واللا معنى، حيث تتحول المواقف العادية في لحظة إلى مواجهة كابوسية
مسرح بنتر يهتم بالقضايا الفلسفية ويتعمق فيها بشكل مختلف عن أي كاتب ىخر اهتم بتلك المنطقة ، ومسرحه ينتمي لمسرح  الغموض لأنه تأثر بكتاب العبث وخاصة صموئيل بيكيت كما أنه تأثر بتشيخوف ودستويفسكي وهيمنجواي.
لغة الحوار في مسرحيات بنتر لها سمات خاصة لن تجدها عند أي كاتب مسرحي آخر فهو يوظف الكلمات لأغراض غير الأغراض المألوفة فهو يخلق من إيقاع الكلمات احساسا بالخوف والتهديد ، وحتي مسرحياته الكوميديا وصفت بأنها " كوميديا التهديد " ، وأطلق عليه النقاد لقب " شاعر الصمت " لأنه يكثر من استخدام فترات الصمت في الحوار وهو يهدف من وراء ذلك جعل المتفرج يتصور الاضطرابات النفسية أو المخاوف والأحاسيس المختلفة التي تضطرم في نفسية الشخصيات.
وأما أفلام العصابات الأميركية في الخمسينات، فقد رجح النقاد أنها أثّرت في المواقف العدوانية المفتوحة أو المغلفة بلغة مألوفة، مما ساعد في صياغة ما يُعرف بأسلوب "Language as weapon" في أعمال بينتر